# Megrönnan
Megrönnan is een Zweeds mini-eiland behorend tot de Lule-archipel. Het eiland ligt 400 meter ten zuidwesten van Klyvan in de Botnische Golf. Het heeft geen vaste oeververbinding en is onbebouwd. Het is een van de eilanden aan de oostrand van de archipel.